# Ramerberg
Ramerberg – miejscowość i gmina w Niemczech, w kraju związkowym Bawaria, w rejencji Górna Bawaria, w regionie Südostoberbayern, w powiecie Rosenheim, wchodzi w skład wspólnoty administracyjnej Rott am Inn. Leży około 15 km na północ od Rosenheimu, nad rzeką Attel, przy linii kolejowej Mühldorf am Inn - Rosenheim.

## Demografia
Dane o ludności z 31 grudnia 2008:
| Opis                                | Ogółem | Ogółem | Kobiety | Kobiety | Mężczyźni | Mężczyźni |
| ----------------------------------- | ------ | ------ | ------- | ------- | --------- | --------- |
| Jednostka                           | osób   | %      | osób    | %       | osób      | %         |
| Populacja                           | 1368   | 100    | 682     | 49,85   | 686       | 50,15     |
| Wiek przedprodukcyjny (0–17 lat)    | 297    | 21,71  | 147     | 10,75   | 150       | 10,96     |
| Wiek produkcyjny (18–65 lat)        | 872    | 63,74  | 423     | 30,92   | 449       | 32,82     |
| Wiek poprodukcyjny (powyżej 65 lat) | 199    | 14,55  | 112     | 8,19    | 87        | 6,36      |

## Polityka
Wójtem gminy jest Barbara Reithmeier, rada gminy składa się z 12 osób.
|      | FWG | NRL | UW | Razem |
| 2008 | 3   | 4   | 5  | 12    |
| 2002 | 7   | 5   | -  | 12    |